# Sanctuaire de Portonaccio

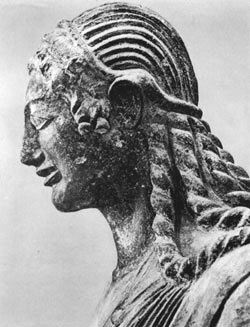
Détail de la tête de l'Apollon de Véies

Le Sanctuaire de Portonaccio est un site religieux étrusque situé près de la cité antique de Véies dans une zone en dehors de l'agglomération proprement dite, dans la province de Rome (Latium).

## Histoire
Par les inscriptions trouvées sur place lors de fouilles on sait que le temple était dédié à la déesse Menrva mais il est surtout connu sous le nom du sanctuaire d'Apollon à la suite de la découverte en 1916 d'une statue représentant le dieu. La statue qui décorait à l'origine le columen du temple est conservée au Musée national étrusque de la villa Giulia.

## Description
Le sanctuaire était composé du temple, d'un bassin annexe desservi par une série de canaux (cuniculi) souterrains encore visibles, et d'une place se terminant à l'est par une large plate-forme quadrangulaire.
L'exploitation de caves situées dans la colline, datant de la période post-classique et servant à l'extraction de matériel de construction a provoqué l'effondrement de la partie centrale du complexe. Les structures ont donc été récupérées bloc par bloc au fond des caves et restaurées sous la forme actuelle.
La restauration du temple a permis la  reconstitution de sa structure à partir des probables dimensions originales permettant une compréhension claire de la construction ainsi que la localisation des décorations. 
Le temple sur podium rehaussé possédait trois cellules ou plus probablement une cellule unique et deux alae ou colonnes latérales.

## Pièces archéologiques
Les pièces archéologiques récupérées datant de la fin du VIe siècle av. J.-C. sont composées de plaques de revêtement, de décorations en terre cuite, de fresques sur terre cuite décorant les parois des cellules, d'antéfixes  à tête de gorgone et de ménade et surtout de groupes de statues en terre cuite parmi lesquels le plus fameux est l'Apollon de Véies.
Les acrotères qui décoraient le columen du toit à double pente, ainsi que les antéfixes sont tous attribuables à un même atelier, probablement celui du fameux artiste Vulca connu grâce aux sources écrites latines qui le définissent comme un artiste actif à Rome dans la décoration du Temple de Jupiter Capitolin voulu par le roi étrusque Tarquin le Superbe et inauguré en 509 av. J.-C.
Tandis que les antéfixes ont une fonction strictement décorative, le choix des sujets ornementaux visait à exalter le dieu Apollon en reprenant des scènes mythiques principales. 
Seuls certains sujets ont pu être identifiés comme celui représentant la lutte entre Apollon et Héraclès pour la biche de Cérynie aux cornes en or ou celui Latona avec Apollon enfant dans ses bras atteignant par ses flèches le serpent Python afin de le chasser de Delphes. 
D'autres groupes en terre cuite comme celui avec la tête d'Hermès n'ont pas été formellement identifiés.
Le grand bassin (plus de 20 m de côté), construit avec la technique à blocs et revêtue d'argile imperméable était adossée sur la partie occidentale du temple et au mur de confinement et devait donc avoir une fonction prépondérante dans le culte.
Au cours du Ve siècle av. J.-C. des changements influèrent sur le sort du sanctuaire le sacellum a été démoli car probablement il n'était plus en adéquation aux exigences culturelles du lieu et les groupes en terre cuite ont été enterrés derrière les murs septentrionaux et occidentaux jusqu'à leur découverte en 1916 par Giulio Quirino Giglioli.

## Sources
- Voir liens externes